# Poa shansiensis
Poa shansiensis är en gräsart som beskrevs av Albert Spear Hitchcock. Poa shansiensis ingår i släktet gröen, och familjen gräs. Inga underarter finns listade i Catalogue of Life.